# 가축유전자원센터
가축유전자원센터(家畜遺傳資源센터)은 국립축산과학원의 소속기관이다. 2015년 1월 6일 발족하였으며, 경상남도 함양군 서상면 덕유월성로 224에 위치하고 있다. 센터장은 서기관·기술서기관·농업연구관·수의연구관 또는 보건연구관으로 보한다.

## 연혁
- 1971년 10월 28일: 국립종축장 소속으로 운봉지소 설치.[2]
- 1978년 8월 18일: 남원지소로 개편.[3]
- 1984년 1월 31일: 국립종축원 소속으로 변경.[4]
- 1994년 12월 23일: 축산기술연구소 소속으로 변경.[5]
- 2004년 1월 9일: 축산연구소 소속 가축유전자원시험장으로 개편.[6]
- 2007년 6월 4일: 축산과학원 소속으로 변경.[7]
- 2008년 10월 8일: 국립축산과학원 소속으로 변경.[8]
- 2015년 1월 6일: 가축유전자원센터로 개편.[9]